# Slottsskogsvallen
El Slottsskogsvallen es un estadio de fútbol y atletismo ubicado en el distrito de Slottsskogen en el suroeste de Gotemburgo.

## Historia
Fue inaugurado el 12 de mayo de 1923 por el entonces príncipe heredero Gustaf Adolf como parte de la exposición jubilar en Gotemburgo. Allí se celebraron los segundos Juegos Internacionales Femeninos en 1926 y el corredor sueco Gunder Hägg estableció el récord mundial en la milla inglesa el 1 de julio de 1942, iniciando así su increíble racha de récords mundiales .
El Slottsskogsvallen fue entre 1950 y 1957 la sede del equipo Kaparna Speedway. Durante mucho tiempo intentaron obtener permiso para utilizar la pista, pero se les negó. En 1950 el Slottsskogsvallen consiguió un nuevo superintendente llamado Hilding Persson, que demostraría ser muy positivo hacia el deporte del motor y permitió que la organización del motor GEMA, que estaba formada por la mayoría de los clubes de motor de Gotemburgo, organizara carreras de deportes de motor. Los concursos atrajeron a mucha gente y asistieron entre 8.000 y 12.000 personas. En 1956 se estableció el récord de asistencia para una competición de velocidad en Slottsskogsvallen cuando 14.770 personas se agolparon para ver a Ove Fundin ganar el SM de ese año. El estadio estaba tan abarrotado que muchos exigieron la devolución de su dinero debido a la mala visibilidad.
En 1968 se incendiaron la tribuna sur y dos pabellones contiguos. El 30 de octubre de 1969 se asignaron 5.290.000 coronas suecas para la reconstrucción. [ 9 ] En su lugar se construyó aquí una tribuna más moderna y un nuevo local detrás.
El Slottsskogsvallen se utilizó por primera vez como sala de conciertos el 6 de agosto de 2003, cuando Per Gessle actuó ante un público de 22.000 personas. En 2007 Per Gessle volvió a actuar en Slottsskogsvallen, pero ante 12.000 personas. En julio de 2008 actuaron Kent y Lars Winnerbäck .
Hoy en día el estadio se utiliza principalmente para competiciones de atletismo, pero hasta octubre de 2006 también fue el estadio del Kopparbergs/Göteborg FC en la Damallsvenskan de fútbol (este club se mudó desde entonces al Valhalla IP. También se utilizó para carreras largas  como Göteborgsvarvet y Göteborg Marathon y para una gala anual de atletismo.
Ahí se encuentra una estatua del poeta y creador de la gimnasia sueca Pehr Henrik Ling realizada por el escultor Hans Michelsen.
En 1965 se añadió una sala de curling y patinaje artístico sobre la pista de tenis de Slottsskogsvallen. Estaba conectado a la maquinaria de la pista de hielo reforzada del terraplén.
También fue sede para varios equipos de fútbol como Örgryte IS, IFK Göteborg, GAIS, Skogens IF y Göteborgs FC.